# Het meisje met de blauwe hoed
Het meisje met de blauwe hoed (dt.: Das Mädchen mit dem blauen Hut) ist ein niederländischer Spielfilm aus dem Jahre 1934 des österreichischen Regie-Emigranten Rudolf Meinert mit der Holland-Remigrantin Truus van Aalten in der Haupt- bzw. Titelrolle. Es war die einzige Filmrolle der populären und bis 1933 ausschließlich in Deutschland filmenden Arnheimerin in ihrer Heimat. Die Geschichte basiert auf dem gleichnamigen Roman (1927) von Johan Fabricius.

## Handlung
Die ländlichen Niederlande der Gegenwart. Der etwas mürrische Daantje Pieters arbeitet in einem Lebensmittelgeschäft in Schoonhoven, als er plötzlich zum Militärdienst nach Den Haag einberufen wird. Weder Daantje noch seine Eltern sind darüber glücklich, aber er muss dennoch zum Dienst eintreten, um nicht als fahnenflüchtig zu gelten. Als er in der Kaserne ankommt, wird Daantje Opfer von Spott und Hänseleien seiner zukünftigen Kameraden. Vor allem sein Stuben-Mitbewohner Toontje Bulthuis hat viel Spaß daran, ihn zu veräppeln. Das einzige, was zu dieser Zeit Daantje Hoffnung gibt, ist der Gedanke an „das Mädchen mit dem blauen Hut“. Es handelt sich dabei um eine blonde, junge Frau, die er kurz zuvor in Den Haag kennengelernt hat. Trotz der nervenden Neckereien finden Daantje und Toontje bald in einem kameradschaftlichen Geist zusammen.
Während eines Besuchs in einer Revue sieht Daantje das Mädchen mit dem blauen Hut wieder. Doch er ist einfach zu schüchtern, um sie anzusprechen. Der deutlich extrovertiertere Toontje arrangiert ein Treffen in einer Kneipe. Das Hut-Mädchen heißt Betsie und fühlt sich rasch zu Daantje hingezogen. Beide jungen Leute verbringen einen romantischen Abend. Am nächsten Tag bekommt Daantje aufgrund eines Witzes von Toontje gegenüber dem Vorgesetzten erstmals Ärger. Toontje übermannen daher Schuldgefühle, und so plant er, Daantje und Betsie endgültig zusammenzubringen. Toontje sorgt dafür, dass Daantje Betsie mit Geschenken überhäufen kann. Beide jungen Leute verlieben sich ineinander, und es dauert nicht lange, bis Daantje seinem Mädchen mit dem blauen Hut einen Heiratsantrag macht. Diese nimmt den Antrag an, besteht aber darauf, zuerst die Erlaubnis ihrer Eltern einzuholen.
Betsie erweist sich nicht gerade als die perfekte Partnerin für den Griesgram. Zu Daantjes großem Ärger will sie jeden Abend ausgehen, was ihn viel Geld kostet. Er ist sogar gezwungen, sich Geld zu leihen, um erneut teure Geschenke für Betsie zu kaufen. Betsies Eltern haben ihre Zweifel bezüglich Daantje, dennoch verlobt sich Betsie mit ihm. Auch als Daantje Betsie klarmacht, dass ihre Anspruchshaltung ihn an den Rand des Ruins bringt, lässt sie nicht von ihm ab. Der junge Bräutigam nimmt seine Verlobte mit in sein Elternhaus nach Gouda. Daantjes Mutter ist von der sexuell freigeistigen Betsie nicht eben begeistert und würde es viel lieber sehen, wenn ihr Sohn seine Nachbarin Truus Jansma, ein braves Mädchen mit gutem Leumund, heiratet. Betsie bemerkt, dass man wenig von ihr zu halten scheint und sagt Daantje, dass er mit Truus als Ehefrau wohl besser fahren würde. Daantje versichert ihr jedoch, dass sie die einzige für ihn ist. Zurück in Den Haag stellt Betsie fest, dass sie und Daantje nicht zusammenpassen. Sie findet, sie sei zu wild für ihn und von einem unendlichen Freiheitswillen beseelt. Sie erklärt ihm nach einem Rummelplatzbesuch nachts auf einer Parkbank: „Ich kann nicht anders, ich bin nun mal so! … Ich will leben, leben will ich!“ und lässt ihn allein zurück.

## Produktionsnotizen
Het meisje met de blauwe hoed entstand im Cinetone Klankfilm Studio in Amsterdam, passierte die staatliche Filmkontrolle am 6. Dezember 1934 und wurde exakt zwei Wochen darauf uraufgeführt. Diese Produktion war einer der ersten Tonfilme der Niederlande und kostete die für damalige Verhältnisse hohe Summe von nahezu 100.000 Gulden. Eine deutsche Aufführung gab es nicht.
Der deutsche Kameramann Erich Claunigk gab hier sein Debüt als Chefkameramann bei einem abendfüllenden Langspielfilm. Der deutsche Kommunist Robert Scharfenberg, wie Regisseur Meinert vor den Nazis in die Niederlande geflüchtet, gestaltete die Filmbauten. Es tanzt das Dikson’s Ballett von der Nationalen Revue. Als Tonaufnahmeverfahren wurde das der Tobis-Klangfilm verwendet.
Die Aufführung dieses Films wurde von den deutschen Besatzern der Niederlande in den Jahren 1940 bis 1945 verboten.